# Billedskærerkunst
Billedskærerkunsten er en kunstart, der almindeligvis udøves af billedskærere, i nyere tid også kaldet træskærer.
Det er færdigheden at skære plastiske figurer og ornamenter ud af massiv træ, elfenben eller lignende. Men også relieffer, indskrifter og overfladestrukturer/mønster er en vigtig disciplin.
Historisk set er det dog forkert at skille billedskærerkunst og billedhuggerkunst helt ad, da middelalderens billedskærer oftest blev betegnet som billedhugger. Af flere kendes der også værker både i træ og sten. Senere organiserede billedskærere sig dog ofte i samme lav som snedkere og malere, da disse fag samarbejdede omkring de fleste opgaver. Billedhuggere sad derimod sammen med murer og stukkatører.
Da de fleste middelalderlige (billeskærerkunst) værker skulle fremstå i strålende farver, ofte dekoreret med rige brokademønstre og forgyldninger, var det følgelig også maleren, der fik æren samt de største indtægter og ikke billedskæreren. Genstandene blev skåret lidt mindre end det endelige resultat, og overfladen måtte ikke være helt fuldendt, da der ofte blev lagt millimeter tykke kridtlag på, der efterfølgende blev slebet og efterskåret af maleren, før denne kunne lægge farve, lak og bladguld på.
Dette kunne indimellem ødelægge figurenes udtryk og hele værkets udstråling.
Enkelte billedskærer malede derfor selv (Veit Stoß).
Sidst i 1400 tallet begyndte Tilman Riemenschneider (Würzburg) med at overbevise sine kunder om, at også træfigurer med fordel kunne stå natura uden farvet overflade. I begyndelsen af 1500 tallet fulgte andre nordeuropæiske billedskærere som Hans Brüggemann (Bordesholmalteret) og Henrik Douverman (Kalkar) efter.
Ud over i kirker, slotte og herskabsboliger anvendtes billedskærerkunsten flittigt ved træskibenes rige udsmykninger og galionsfigurer (Bertel Thorvaldsen startede sin kunstneriske løbebane som galionsfigurskærer i faderens billedskærerværksted).
Som nordens mest fremtrædende "billedskærer" kunstvæker kan nævnes Claus Bergs altertavle til Gråbrødrekirken i Odense (i dag i Sct. Knuds Kirke) og Hans Brüggemanns altertavle til klosterkirken i Bordesholm (i dag i Slesvig Domkirke).
Begge værker blev skabt samtidig. Den ene blev indstiftet af Dronning Christine for sin afdøde gemal Kong Hans (†1513). Den anden af Kong Hans´ broder Hertug Frederik af Slesvig Holsten for sin afdøde hustru Anna (†1514).
Antagelig var det meningen at altertavlen i Odense skulle blive Skandinaviens største og mest pragtfulde kunstværk. Dog ser det ud til at Hertug Frederik prøvede at overgå sin svigerinde; ikke i farvepragt, men i højde (12,6m) og virtuositet.
Det blev til nordens første ikke malede og forgyldte altertavle. Det siges at kunstneren kogte sine figurer i olie for at beskytte dem mod skadedyr og konservere træoverfladens skønhed og glød.